# Lorenzo da Frazzanò
Lorenzo da Frazzanò, al secolo Lorenzo Ravì (Frazzanò, 22 ottobre 1120 – Frazzanò, 30 dicembre 1162), è stato un monaco cristiano e presbitero italiano, venerato come santo dalla Chiesa cattolica e dalla Chiesa ortodossa. È patrono di Frazzanò e del Vicariato Foraneo di Rocca di Capri Leone nella diocesi di Patti.

## Agiografia
I genitori di Lorenzo, Cosmano e Costanza Ravì (Monaco), morirono nel giro di un anno, lasciando orfano il figlioletto. Ma alla morte del padre (dopo che la madre era morta già da un anno) nella vita di Lorenzo entrò un personaggio importantissimo: Lucia, una vicina di casa, che si prese cura del piccolo orfano. 
A sei anni Lorenzo chiese a Lucia di potere studiare le lettere umane e divine nel Monastero basiliano di San Michele Arcangelo a Troina, dove Lorenzo fu invitato a vestire l'abito monacale basiliano e a ricevere, successivamente, gli ordini minori e maggiori. Sicché a soli 20 anni Lorenzo era già sacerdote. Ben presto si diffuse la fama del giovane sacerdote basiliano, soprattutto riguardo al suo spirito di penitenza, da cui sin dalla più tenera età egli si sentiva particolarmente attratto. 
Trascorsi quasi sei anni dal suo arrivo nella grotta etnea, Lorenzo, per divina ispirazione, fece un giorno ritorno al Monastero di Troina e, subito dopo, si reco al Monastero di Agira. I frutti delle numerose virtù che Lorenzo aveva meritato nelle incredibili penitenze dell'eremitaggio ben presto si fecero conoscere in tutta la zona nebroidea, i cui fedeli, anche a costo di gravi sacrifici, si recavano ad Agira per sentire la parola illuminata del sacerdote Lorenzo. Nel 1155 circa Lorenzo fece ritorno nella sua terra, ed entrò nel Monastero di San Filippo di Fragalà dove dimorò per quasi tre anni. In questo periodo, Lorenzo si adopero per fare edificare a Frazzanò una chiesetta dedicata a San Filadelfio. Qui si dedicò alla predicazione instancabile del Vangelo e anche qui si ripeté l'afflusso di cristiani assetati di soprannaturale, che già si era verificato ad Agira. Chiamato nei primi del 1158 a predicare in alcune zone della Puglia e della Calabria, Lorenzo diede prova ad intere popolazioni di quante meraviglie possa operare l'Onnipotente nei suoi servi fedeli. Accorso a Reggio Calabria, in seguito alle suppliche dei cittadini appestati, in breve riportò la salute del corpo a quelli che lo invocavano ma, soprattutto, ricondusse i peccatori a penitenza, a conversione sincera; il frutto più bello della fortunata missione reggina di Lorenzo fu la ricostruzione di ben tre chiese i cui ruderi erano sparsi per i colli sovrastanti la città. Alla sua partenza da Reggio, presenti il Duca e l'Arcivescovo Metropolita di Messina, Lorenzo fu acclamato da una immensa folla, grata al Santo per il suo potente patrocinio. Ritornato nel suo piccolo borgo natio, Lorenzo ricomincio le sue contemplazioni dei divini misteri. 
Le leggende, inevitabilmente fiorite attorno alla figura del Santo, parlano spesso, delle dure penitenze che fin da piccolo Lorenzo si infliggeva di nascosto, addirittura fino allo spargimento di sangue e tutte riferiscono anche il famoso "prodigio della camicia", cioè il fatto che il sangue abbondantemente versato di notte, al mattino scompariva del tutto, rimanendo candidissima la camicia del Santo. Anche numerose visioni, secondo l'unanime agiografia laurenziana, costellarono l'itinerario di santità del Monaco Lorenzo. Dopo alcuni anni di permanenza a Troina, verso il 1145, all'età di circa 29 anni, Lorenzo decise di lasciare il cenobio dell'Arcangelo per andare a vivere un certo tempo in un luogo appartato con altri due confratelli. Non sappiamo dove di preciso i tre confratelli si siano recati, se non che in quel luogo Lorenzo fece costruire una chiesetta dedicata alla martire siracusana Lucia; è probabile, pertanto, che in questo periodo, durato all'incirca cinque anni, i tre abbiano mantenuto in certo qual modo i contatti con il mondo esterno. Maturata l'idea di donarsi totalmente al Padre nella solitudine e nella penitenza più aspra, intorno al 1150, Lorenzo si congedò fra le lacrime dai venerandi monaci che con lui avevano condotto quella magnifica esperienza eremitica e s'incamminò in direzione di una grotta alle falde dell'Etna, il cui sito alla storia rimane ignoto, ma la cui gloria risplende in modo chiarissimo. Fu infatti in questa grotta che lo spirito di Lorenzo fu affinato nel crogiuolo di ogni tentazione del maligno, ma anche arricchito di innumerevoli consolazioni dello Spirito Santo. Nel corso di questa permanenza in assoluta solitudine Lorenzo fu anche consolato dalla visita di altri pii eremiti che dimoravano tra quei boschi; fra questi pare si debba annoverare San Nicolò Politi,  contemporaneo di San Lorenzo; anche San Luca, Abate di Sant'Elia in Calabria, si recò a visitare il Monaco Lorenzo.
Così, per Lorenzo, si avvicinò la sua ultima Pasqua. Giunsero a Frazzanò, nella quaresima del 1152, alcuni Padri eremiti provenienti da un cenobio degli Appennini, che lo invitarono a celebrare la Pasqua nel loro Monastero. Lorenzo lesse in quest'invito un'altra prova d'amore richiesta   da Gesù e, senza indugi, si incamminò con loro verso la lontana  meta. Al ritorno, ripassò a salutare per l'ultima volta i suoi fedeli di Santa Domenica, presso Stilo in Calabria. Rientrato definitivamente a Frazzanò, nell'autunno del 1162, Lorenzo ebbe appena il tempo di costruire la  nuova chiesa di Tutti i Santi, da lui desiderata "ad  onore della Santissima Trinità". In questa chiesa, recentemente restaurata, si compirono i più grandi miracoli operati dal Signore per glorificare San Lorenzo. Così, in breve tempo, Frazzanò divenne faro di luce per tutte le popolazioni dei nebrodi e anche di paesi più lontani. Ma, da vivo, solo per poco Lorenzo riuscì ad accontentare della sua parola e della sua sacerdotale benedizione i fedeli che a lui accorrevano; dopo il Santo Natale del 1162 infatti, dopo il Vespro del 30 dicembre, verso le 18, l'angelo della morte venne a visitarlo nella celletta da cui ormai non usciva da tre giorni, vissuti nell'ansia di essere finalmente riunito al suo Divino Maestro, e nello sforzo di purificare ancora la sua anima con la penitenza, onde renderla più degna di comparire dinanzi al trono dell'Altissimo. Emesso l'ultimo respiro, il corpo di Lorenzo incominciò ad emanare un soave profumo, che tutti non poterono che attribuire all'Onnipotenza divina che così voleva glorificare tangibilmente le virtù eroiche del Sacerdote Lorenzo. Da quel giorno sono passati più di otto secoli e ininterrottamente il corpo di Lorenzo è venerato, soprattutto dai suoi concittadini, molti dei quali, per devozione, portano il suo nome. Le reliquie del santo si conservano nella Chiesa che i frazzanesi edificarono al loro Concittadino e Patrono nel secolo XV.

## Festeggiamenti annuali
- 30 dicembre - nel giorno della morte del santo
- 11 gennaio - in segno di ringraziamento per aver San Lorenzo protetto il paese durante il terremoto del 1693
- 9 agosto e 10 agosto -  in ricordo delle traslazioni delle reliquie
- 22 ottobre - in ricordo della nascita e dell'ordinazione sacerdotale